# 律法 (電影)
《律法》（莫西語：Tilaï）是布吉納法索導演伊德沙·屋德瑞古於1990年所執導的電影作品。

## 奖项
该片獲選為第43屆坎城影展正式競賽片，最後獲得第二大獎評審團大獎。

## 外部連結
- 互联网电影数据库（IMDb）上《律法》的资料（英文）
- AllMovie上《Tilaï》的资料（英文）
- 豆瓣电影上《蒂莱 Tilaï》的資料 （简体中文）